# HD 123004
HD 123004，又名CD-42 9027，SAO 224676、HR 5286，是一颗恒星，视星等为6.2，位于銀經317.15，銀緯17.71，其B1900.0坐标为赤經14h 0m 0.1s，赤緯-42° 17.71′ 44″。